# 1312 Vassar
1312 Vassar este un asteroid din centura principală, descoperit pe 27 iulie 1933, de George Van Biesbroeck.